# Регіональний центр професійної освіти інноваційних технологій будівництва та промисловості
Державний навчальний заклад «Регіональний центр професійної освіти інноваційних технологій будівництва та промисловості» (скорочена назва ДНЗ "РЦПО інноваційних технологій будівництва та промисловості") - є державним закладом системи професійно-технічної освіти Міністерства освіти і науки  України, що здійснює підготовку висококваліфікованих робітників для будівельної галузі, сільського господарства та сфери обслуговування за 10 ліцензованими професіями в місті Харків.

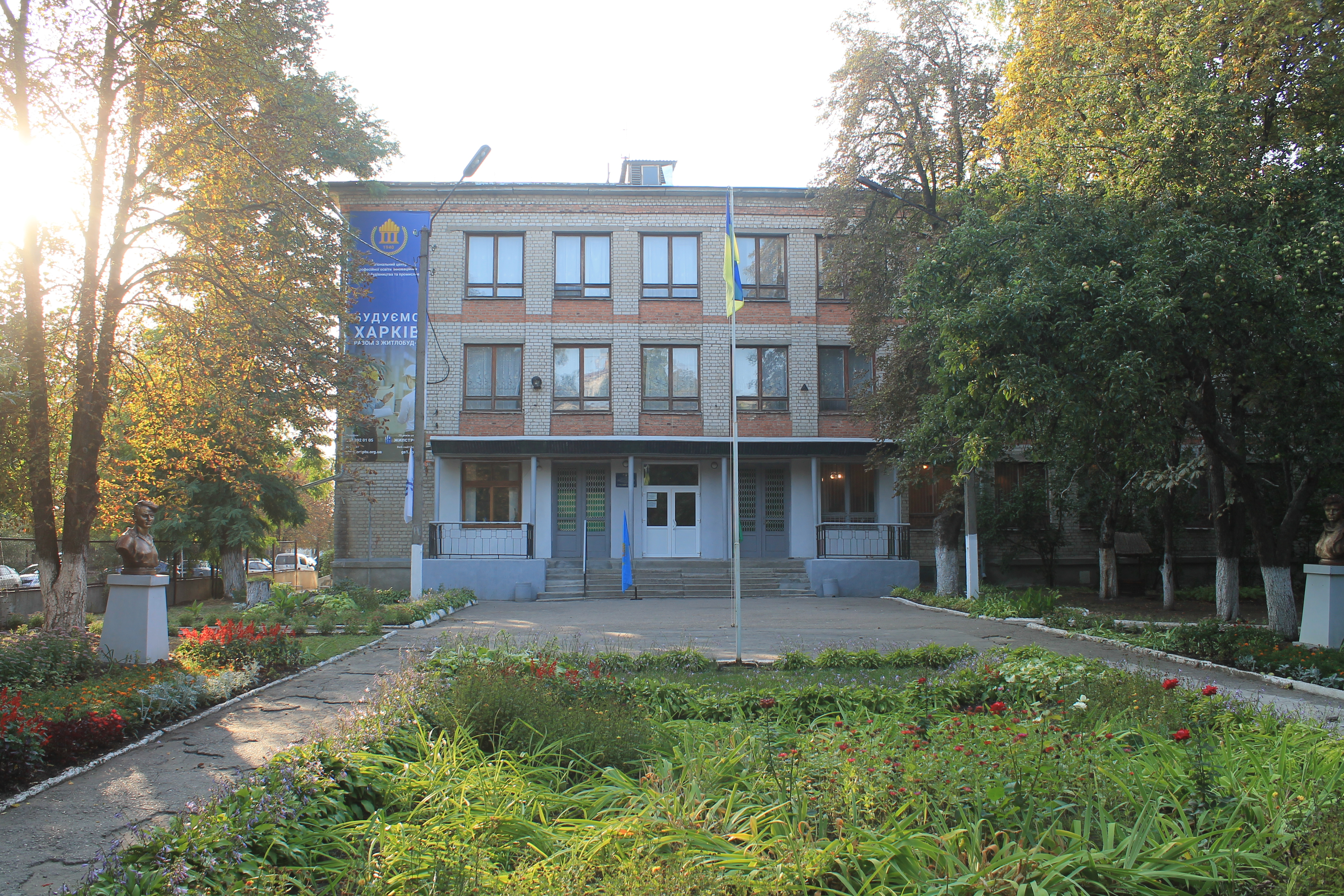
Фото навчального корпусу ДНЗ "РЦПО інноваційних технологій будівництва та промисловості"

Базовим підприємством ліцею є  ПАТ « Трест Житлобуд-1». За час існування ліцею було підготовлено понад 20 тисяч кваліфікованих робітників  будівельних  професій, які зайняли гідне місце в будівельній галузі. Колектив ліцею знаходиться в постійному професійному пошуку, вивчає попит роботодавців, новітні технології праці для того, щоб забезпечити саме для них необхідний рівень підготовки. Учні постійно беруть участь у обласних конкурсах професійної майстерності, де показують високі результати. У нашому навчальному закладі створені передумови для творчої реалізації здібностей кожного учня. Проводяться виховні години, тематичні вечори та конкурси, працює  гурток художньої самодіяльності, спортивні секції. Ми пишаємося своїми спортивними досягненнями. Майбутнє нашої держави – досвідчена, професійно підготовлена, фізично та морально розвинута особистість. Формування такої особистості – мета педагогічного колективу нашого ліцею.